# Dácia Mediterrânea
Dácia Mediterrânea é uma província romana formada pela divisão da antiga Dácia Aureliana pelo imperador Diocleciano. Sua capital era a cidade de Sérdica (moderna Sófia, na Bulgária).

## Sés episcopais
As sés episcopais da província que aparecem no Annuario Pontificio como sés titulares são:
- Germânia na Dácia (Sapareva Banya)
- Justiniana Prima
- Naísso (Nis)
- Remesiana
- Velebusdo (Kyustendil)